# 達子森
達子森（たっこもり）は、秋田県大館市比内町扇田にあり、名前に森が付されているが、実際には標高207mの山である。

## 概要
達子森は、大館盆地の南、旧比内町の中心部にあたる米代川の南側にある。「たっこ」の地名は、もともとアイヌ語の「タプコプ(tapkop)」からきたとされ「平地に突き出た山。たんこぶ山」という意味で、「たっこ」と同じ語源の名前が付いている、北海道釧路郡釧路町の達古武沼（たっこぶぬま）、宮城県黒川郡大衡村の達居森（たつこもり）、福島県双葉郡葛尾村の竜子山（たっごやま）、秋田県仙北市の田沢湖など多くはたんこぶ山の形状をしている。
山は「いこいの森」として市民のウォーキングコースの一つとして親しまれているほか、山頂には薬師神社があり、多くの参拝者が訪れ、毎年旧4月8日の例祭ではイタコの口寄せも行われる。江戸時代の菅江真澄は、この達子森のことを『風葬の名残りがあって、死者の遺族は四十九日までの間にこの丘へ5回登って祈ると、死者は早く極楽浄土できると信じられている』と記している。
また、斜面西側には達子森スキー場、ふもとには達子森温泉があり、南西のふもとには達子森公園と達子森野球場がある。

## 周辺
- JR東日本花輪線
  - 扇田駅
- 米代川
- 秋田県立比内支援学校
- 大館市立達子森スキー場

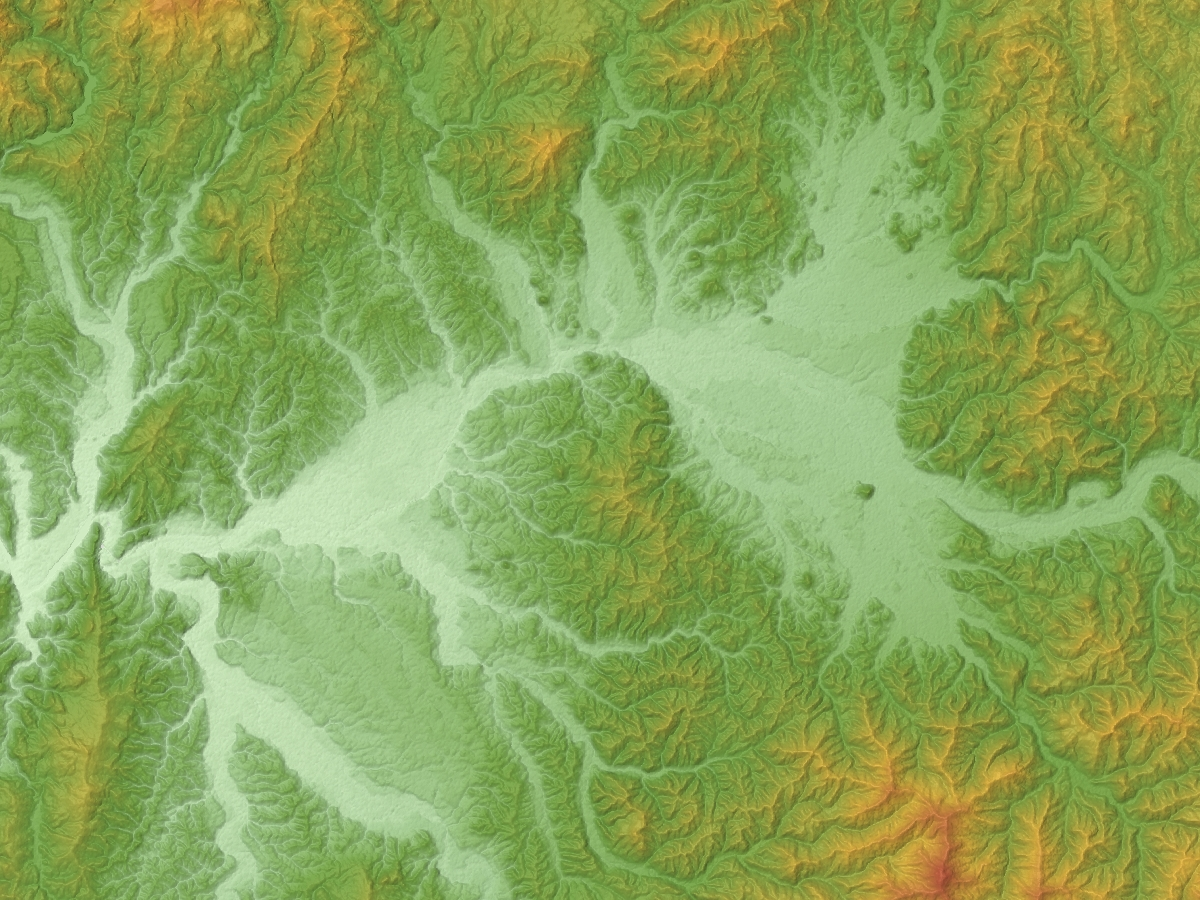
右側の大館盆地の中にある独立峰が達子森

- 大館市達子森公園(野球場・芝生広場・多目的広場)

## テレビ中継局送信施設
山頂近くにNHK秋田放送局総合テレビ・教育テレビと秋田放送テレビの比内アナログテレビ中継局が、2009年12月17日にはデジタルテレビ放送中継局が置局され、大館市比内地区へ電波を発射している。なお、秋田テレビ・秋田朝日放送は、大館中継局（大山）からの放送エリアとなり、中継局で唯一、非該当のため開局の予定はない。

### アナログテレビ
| 放送局名          | チャンネル | 空中線電力         | ERP                | 放送対象地域 | 放送区域内世帯数 | 偏波面   | 備考                                              |
| ----------------- | ---------- | ------------------ | ------------------ | ------------ | ---------------- | -------- | ------------------------------------------------- |
| ABS秋田放送       | 23ch       | 映像3W 音声750mW   | 映像15.5W 音声3.8W | 秋田県       | 不明             | 水平偏波 | 無し                                              |
| ABS秋田放送       | 62ch       | 映像300mW 音声75mW | 映像2.2W 音声600mW | 秋田県       | 不明             | 水平偏波 | ABSデジタル中継局(22ch)との混信対策による補完波。 |
| NHK秋田教育テレビ | 25ch       | 映像3W 音声750mW   | 映像15.5W 音声3.8W | 全国         | 不明             | 水平偏波 | 無し                                              |
| NHK秋田総合テレビ | 27ch       | 映像3W 音声750mW   | 映像15.5W 音声3.8W | 秋田県       | 不明             | 水平偏波 | 無し                                              |

- 2011年7月24日をもってすべて廃止された。

### デジタルテレビ
| リモコンキーID | 放送局名          | 物理チャンネル | 空中線電力 | ERP   | 放送対象地域 | 放送区域内世帯数 | 本放送開始日   |
| -------------- | ----------------- | -------------- | ---------- | ----- | ------------ | ---------------- | -------------- |
| 1              | NHK秋田総合テレビ | 21ch           | 50mW       | 520mW | 秋田県       | 約800世帯        | 2009年12月17日 |
| 2              | NHK秋田教育テレビ | 19ch           | 50mW       | 520mW | 全国         | 約800世帯        | 2009年12月17日 |
| 4              | ABS秋田放送       | 22ch           | 50mW       | 520mW | 秋田県       | 約800世帯        | 2009年12月17日 |

- 出力については、本来はアナログ出力の10%の300mWとなるべきだが、当デジタル中継局はアナログ出力に換算して500mW相当の50mWとなるため、事実上の減力となる。
- 2009年9月15日に予備免許交付、11月上旬から試験放送開始、12月16日に本免許交付。